# Morti nel 1020
| Questa pagina contiene informazioni ricavate automaticamente dalle voci biografiche con l'ausilio del template Bio e di un bot. L'aggiornamento è periodico e automatico e ricostruisce completamente la pagina. Se manca una persona in questa lista, sei pregato di non aggiungerla, ma accertati piuttosto che la sua voce biografica contenga il template Bio e che i dati anagrafici siano correttamente compilati. Se il template Bio manca, inseriscilo tu stesso o, in alternativa, metti l'avviso {{tmp\|Bio}} che ne segnala la mancanza. Se i dati riportati sono sbagliati, correggi direttamente la voce biografica; le modifiche saranno visibili in questa lista entro pochi giorni. Per chiarimenti vedi il progetto biografie. La lista contiene solo le 14 persone che sono citate nell'enciclopedia e per le quali è stato implementato correttamente il template Bio. Pagina aggiornata al 13 gen 2025. |

- 23 aprile - Melo di Bari, rivoluzionario longobardo
- 12 giugno - Lyfing, abate, vescovo e arcivescovo anglosassone
- 21 luglio - Giovanni VI bar Nazuk, vescovo cristiano orientale siro
- 26 luglio - Dōmyō, monaco buddista e poeta giapponese (n. 974)
- 29 agosto - Dodiko, nobile tedesco
- Bernardo I di Cerdanya, conte
- Burcardo il Barbuto, nobiluomo francese
- Manuele Comneno Erotico, generale bizantino
- Rodolfo Drengot, cavaliere medievale normanno
- Firdusi, poeta persiano (n. 940)
- Gagik I, sovrano armeno
- Teofilo I di Gerusalemme, vescovo ortodosso bizantino
- Teofilo II di Alessandria, arcivescovo ortodosso egiziano
- Abu Sa'id Ahmad ibn Muhammad ibn 'Abd al-Jalil al-Sijzi, matematico, astronomo e astrologo persiano (n. 945)